# Judith Margaret Lieu
Judith Margaret Lieu (* 25. Mai 1951 in Ipswich) ist eine britische Theologin und Hochschullehrerin. Sie ist Fellow of the British Academy sowie emeritierte Lady Margaret’s Professor of Divinity an der Universität von Cambridge.

## Leben und Wirken
Lieu kam als Tochter von Michael John und Zoe Vivien Louise Bending, geborene Glass zur Welt. Sie ist mit dem emeritierten Hochschullehrers für alte Geschichte der Universität Oxford Samuel N. C. Lieu (* 4. März 1950) seit dem Jahre 1976 verheiratet.
Sie studierte Theologie an der Durham University und machte 1972 ihren Abschluss als Bachelor of Arts (BA). Sie studierte zunächst in Durham weiter, um ein Aufbaustudium in Fachbereich Theologie zu absolvieren und schloss dieses 1973 mit einem Master of Arts (MA) ab. An der University of Oxford absolvierte sie 1974 eine Postgraduate Certificate in Education (PGCE). In Birmingham wurde sie im Jahre 1980 zum Doktor der Philosophie promoviert. Von 1999 bis 2006 war sie Professorin am King’s College London, von 2007 bis 2018 an der Universität von Cambridge.
Ihr wissenschaftliches Interesse gilt dem Neuen Testament, insbesondere der johanneischen Literatur, dem Urchristentum in seinem griechisch-römischen und jüdischen Kontext und dort wiederum dem zweiten nachchristlichen Jahrhundert, der Person Marcion als ein Vertreter dieser Zeit, den Vorstellungen und Ideen zur christlichen Identität und der Entwicklung von Normativität und Häresie sowie der „Gender-Problematik“ und der Geschlechteranalyse im Neuen Testament und den frühchristlichen Texten.
Lieu war 2015/16 Präsidentin der Studiorum Novi Testamenti Societas. 2019 wurde sie in die American Academy of Arts and Sciences gewählt. 2020 erhielt Lieu die Ehrendoktorwürde der Ruprecht-Karls-Universität Heidelberg.

## Werke
- I, II, & III John: A Commentary  Westminster John Knox, Louisville, Ky. 2008
- Christian Identity in the Jewish and Graeco-Roman World Oxford University Press, Oxford  2004
- Neither Jew nor Greek: Constructing Early Christianity T.&T. Clark,  Edinburgh 2002
- The Gospel according to Luke  Epworth Press, London 1997; reprinted Wipf and Stock, 2012
- Image and Reality. The Jews in the World of the Christians in the Second Century T.&T. Clark, Edinburgh 1996
- The Theology of the Johannine Epistles  Cambridge University Press, Cambridge 1991
- The Second and Third Epistles of John: History and Background T.&T. Clark, Edinburgh 1986
- Marcion and the Making of a Heretic: God and Scripture in the Second Century. Cambridge University Press, Cambridge 2015, ISBN 978-1-108-43404-1 2,89 MB, 520 Seiten auf gnosis.study)
- Marcion and the Corruption of Paul’s Gospel. Zeitschrift für Antikes Christentum / Journal of Ancient Christianity, Band 21, Heft 1, S. 121–139, doi:10.1515/zac-2017-0006.